# Rallye-raid
Le rallye-raid est une discipline de sport mécanique, qui se rapproche du rallye tout-terrain traditionnel, mais qui s'en différencie par la durée des étapes (une « épreuve spéciale » par jour, souvent de plusieurs centaines de kilomètres), par la durée de la course (de cinq à quinze jours contre deux ou trois pour les rallyes tout-terrain), ainsi que par des épreuves spéciales disputées le plus souvent en hors-piste, sur des étendues sans chemins tracés (désert, etc.) et un parcours atteignant souvent plusieurs milliers de kilomètres.
Les courses font appel à la navigation, qui se fait via une simple boussole, un GPS ou un road-book fourni par les organisateurs, selon le règlement de la course.
La majorité des courses de ce type se déroulent sur le continent africain, notamment le plus long et le plus célèbre de tous : le rallye Dakar (remplacé à partir de 2009 dans une moindre mesure par l'Africa Eco Race), ainsi que le rallye des Pharaons en Égypte, le rallye du Maroc, le rallye de Tunisie, etc. Sur d'autres continents sont courus l'Abu Dhabi Desert Challenge (Dubaï), le Por Las Pampas (Argentine), et, depuis 2008, La TransOrientale (Russie, Kazakhstan, Chine), héritière du « Paris Moscou Pékin » du début des années 1990.
Il existe également des épreuves dérivées du rallye-raid, mais ne comprenant pas la notion de vitesse (voir Raid motorisé).
Les rallyes-raids se sont développés sous l'impulsion de Thierry Sabine, qui a organisé le Paris-Dakar de 1979 jusqu'à sa mort en 1986. Le plateau des concurrents était alors très varié et de nombreuses vedettes de la chanson ou du cinéma venaient se mélanger aux amateurs et aux quelques professionnels engagés par des équipes officielles.
Aujourd'hui, le nombre de professionnels n'a pas augmenté, mais les vedettes ont quelque peu déserté la discipline qui reste un microcosme au sein de la grande famille des sports mécaniques. Finalement, ce sont toujours les professionnels qui se battent pour la victoire, même si ce sont les amateurs qui font vivre les épreuves, puisqu'ils représentent plus de 90 % des concurrents.

## Véhicules
Trois types de véhicules participent généralement en rallye-raid ; les motos, les autos, et les camions. Dans chacun de ces types de véhicules, il existe différentes classes :

### Motos

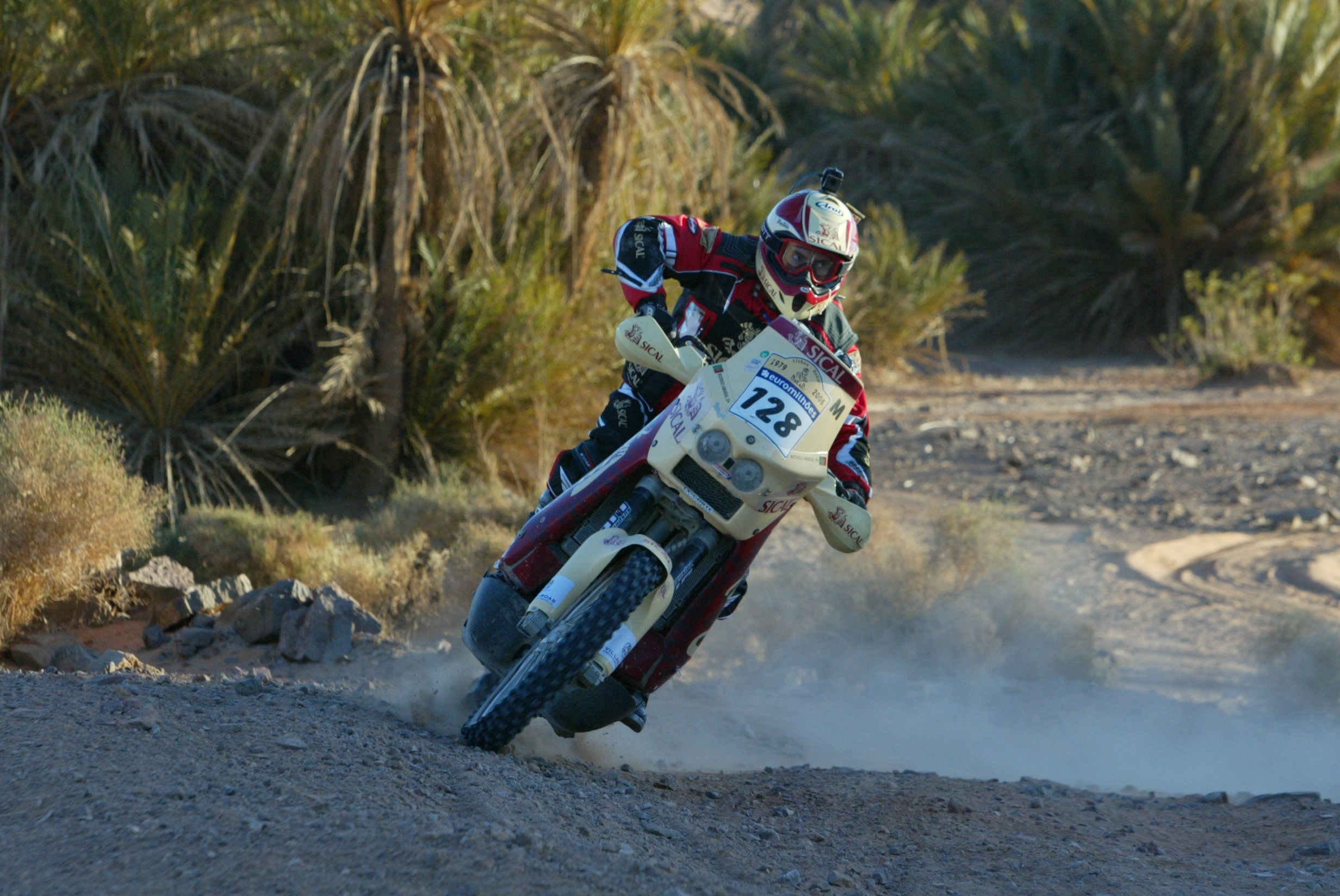
Rodrigo Amaral en 2006 sur une KTM 660

Quatre classes : Marathon, Production, Super-Production et Quad. Chacune d'entre elles est dissociée en sous-classes de cylindrées.
- Marathon et Production : de 0 à 450 cm3 ou de 450 à 700 cm3 mono ou multi-cylindres ;
- Super-Production : de 250 à 450 cm3 ou de 450 à 1 300 cm3 mono ou multi-cylindres ;
- Quad, de 250 à 350 cm3 pour les bicylindres 2-temps, jusqu'à 500 cm3 pour les mono-cylindre 2-temps, jusqu'à 750 cm3 pour les mono ou bicylindres 4-temps.

### Autos
Trois classes : T1, T2, Open et T3
- T1 (véhicules tout-terrain modifiés et prototypes), sous divisés par le nombre de roues motrices (deux ou quatre) et par le carburant utilisé (essence ou diesel) ;
- T2 (véhicules tout-terrain de série), sous divisés par le carburant utilisé (essence ou diesel) ;
- Open (véhicules en provenance des championnats américains tout-terrain, deux roues motrices uniquement).
- T3 (prototypes légers, 4 roues motrices, diesel) catégorie antichambre de la T1

### Camions
- T4 sous divisés par la cylindrée du moteur : plus ou moins de 10 000 cm³.

Dans les rallye-raids faisant partie de la coupe du monde FIA, les camions sont classés dans la même catégorie que les autos, ce qui n'est plus le cas au rallye Dakar depuis l'année 2000.

## Bajaset courses tout-terrain

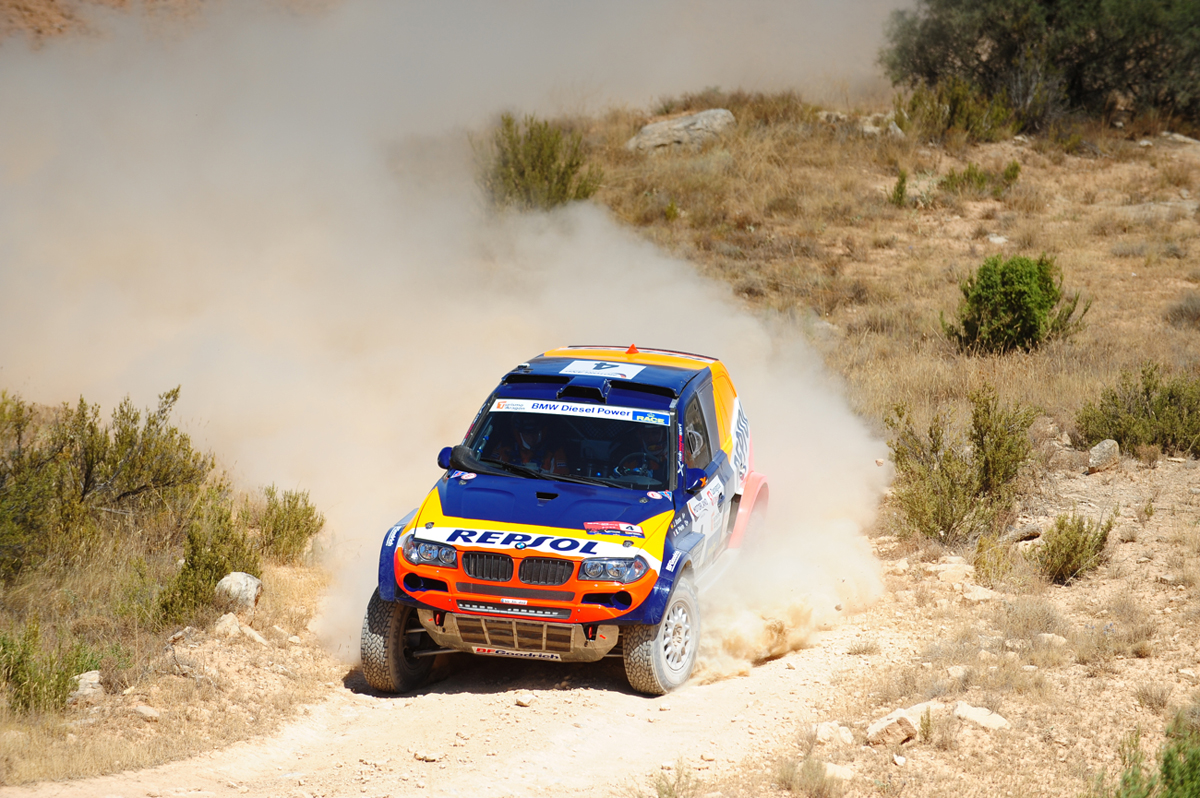
Baja en Espagne (BMW)

Il existe également des « Bajas », courses nées en 1967 dans la péninsule de Basse-Californie au nord-ouest du Mexique. Les États de Basse-Californie et de Basse-Californie du Sud incluent de vastes étendues désertiques qui se prêtent bien aux sports mécaniques. Le principe de ces courses est assez similaire à celui des courses d'endurance, c'est-à-dire une course sans étapes et avec plusieurs pilotes pour le même véhicule. La durée d'épreuves européennes retenues en Coupe du monde des rallyes tout-terrain s'étale le plus souvent sur trois journées. Il n'est pas exclu qu'il y ait des parcours de liaison empruntant des tronçons de routes ouvertes, parcourus à vitesse limitée, et donc sur le même principe que le rallye. L'organisme régissant les Baja 1000, Baja 500 et Baja 250 est la Score International, mais il existe des courses dans la Baja tout au long de l'année organisées soit par la RECORD (Ensenada), la CODE (Mexicali) ou la ProBaja (La Paz), liste non exhaustive. Les États américains du Nevada et de Californie comptent aussi avec une ou plusieurs organisations, dont quelques-unes ont fait faillite fin 2008, comme la CORR Racing. La Score International est l'unique organisation transfrontalière. Il existe également des variantes de Bajas européennes au Portugal et en Espagne surtout, mais aussi en Italie, en Hongrie, ou encore en Allemagne. Cette dernière est affiliée à la Score Internationale. Enfin, différentes facultés de génie mécanique d'Amérique du Nord s'affrontent lors de compétitions nommées Mini Baja ou Baja SAE.

### Quelques Bajas notables
- Baja 1000 (Mexique);
- Baja España-Aragón;
- Baja d'Italie;
- Baja (Vodafone) Portugal 1000 (avant 2005), ou Rallye transibérique (2005-2009), ou désormais Estoril-Portimão-Marrakech en 2010 (Portugal);
- Baja Portalegre 500 (Portugal);
- Baja de Hongrie;
- Baja d'Allemagne, puis Baja de Pologne, et celle des forêts du nord de la Russie en 2014 en coupe du monde (ou "Baja Russia Northern Forest").